# Tibor Takács
Tibor Takács (* 11. September 1954 in Budapest) ist ein ungarischer Filmregisseur.

## Leben und Wirken
Sein Debüt als Regisseur gab er 1978 mit dem Film Metal Messiah. Daran anschließend drehte er vor allem Action- und Horrorfilme, mitunter war er auch für verschiedene Fernsehserien tätig. So inszenierte er 1995 mehrere Episoden von Outer Limits – Die unbekannte Dimension. Sein Schaffen umfasst mehr als 40 Produktionen.
Ein Schauspieler, mit dem Takács öfter zusammenarbeitete, ist Mark Dacascos.

## Filmografie (Auswahl)
- 1978: Metal Messiah
- 1982: 984: Prisoner of the Future (984 – Gefangener der Zukunft; auch The Tomorrow Man)
- 1987: Gate – Die Unterirdischen (The Gate)
- 1989: Hardcover (I, Madman)
- 1990: Gate II – Das Tor zur Hölle (The Gate II: Trespassers)
- 1993: Red Shoe Diaries 2 : Double Dare
- 1994: Viper – Ein Ex-Cop räumt auf (Bad Blood)
- 1995: In den Armen des Todes (Deadly Past)
- 1995: Outer Limits – Die unbekannte Dimension (The Outer Limits, Fernsehserie, vier Folgen)
- Sabrina und die Zauberhexen
- 1996: Sabrina – Total Verhext! (Sabrina, the Teenage Witch, Fernsehserie, eine Folge)
- 1996: Sabotage – Dark Assassin (Sabotage)
- 1997: Deathline (Redline)
- 1998: Sanctuary
- 1998: Sabrina verhext in Rom (Sabrina Goes to Rome)
- 2000: Nostradamus
- 2000: Santas Weihnachtswunsch (Once upon a Christmas)
- 2001: Crazy Christmas – Weihnachten bei Santa Claus (Twice Upon a Christmas)
- 2002: Tornado Warning
- 2003: Rats – Mörderische Brut (Rats)
- 2005: Erdbeben – Wenn die Erde sich öffnet... (Nature Unleashed: Earthquake)
- 2005: Mosquito Man (Mansquito)
- 2006: Black Hole – Das Monster aus dem schwarzen Loch (The Black Hole) (Fernsehfilm)
- 2006: Deadly Water (Kraken: Tentacles of the Deep)
- 2007: Ice Spiders
- 2007: Mega Snake
- 2008: Der Todes-Twister (NYC: Tornado Terror)
- 2009: Lies & Illusions
- 2010: Meteor Storm (Fernsehfilm)
- 2011–2012: Mein Babysitter ist ein Vampir (My Babysitter’s a Vampire, Fernsehserie)
- 2013: Spider City – Stadt der Spinnen (Spiders 3D)
- 2013: Bunks
- 2017: Destruction: Los Angeles
- 2017: Rocky Mountain Christmas
- 2018: It’s Christmas, Eve
- 2018: Memories of Christmas
- 2019: A Christmas Miracle
- 2019: The Secret Ingredient
- 2020: The Christmas Aunt